# عسل‌خوار اوآهویی
عسل‌خوار اوآهویی (نام علمی: Moho apicalis) عضوی از سردهٔ منقرض‌شدهٔ Moho در تیرهٔ منقرض‌شدهٔ عسل‌خواران هاوایی (Mohoidae) بود. در گذشته به عنوان عضوی از عسل‌خواران استرالیا-اقیانوس آرام (Meliphagidae) در نظر گرفته می‌شد.

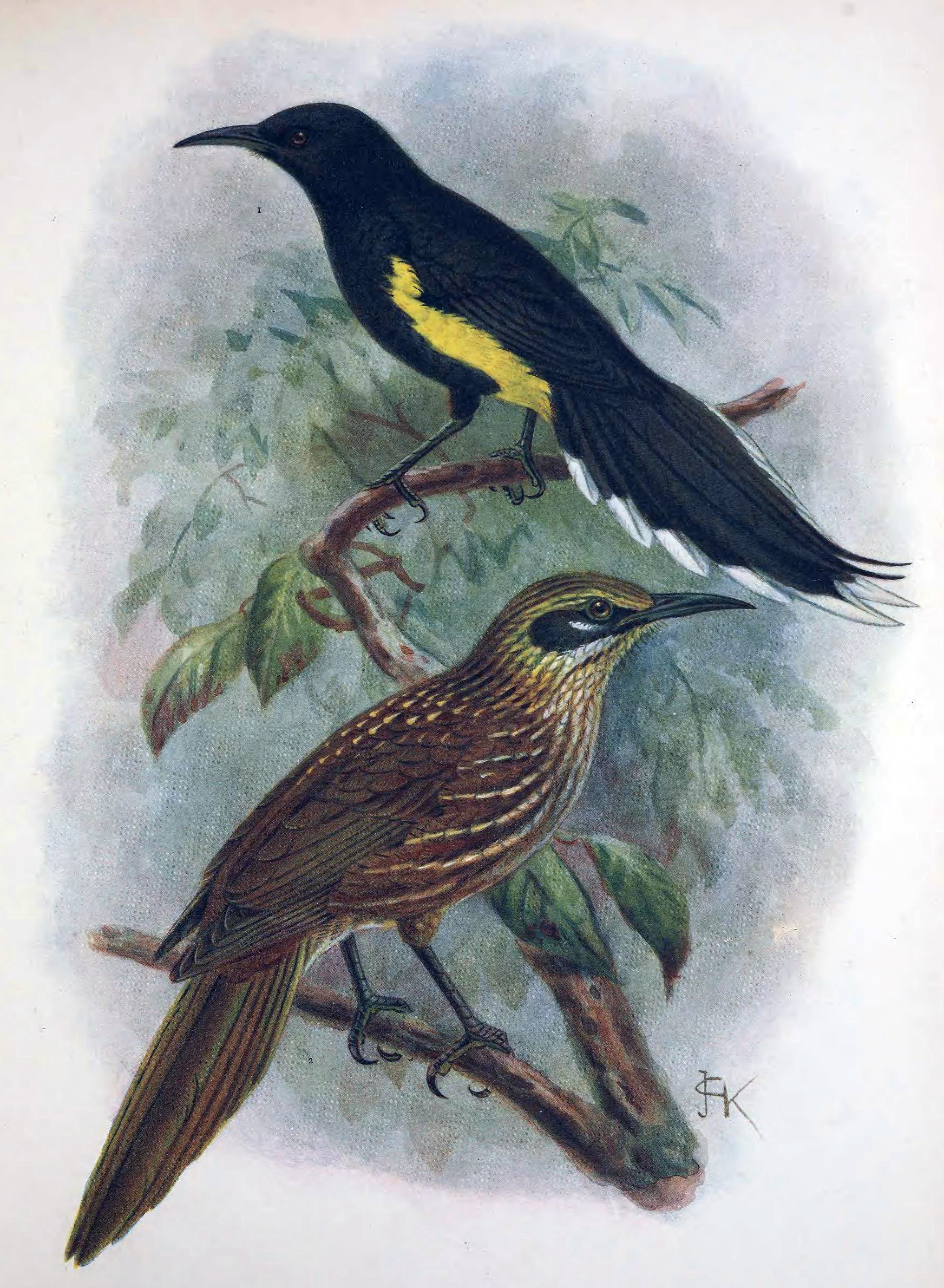
Moho apicalis و Chaetoptila angustipluma